# The Strand Magazine

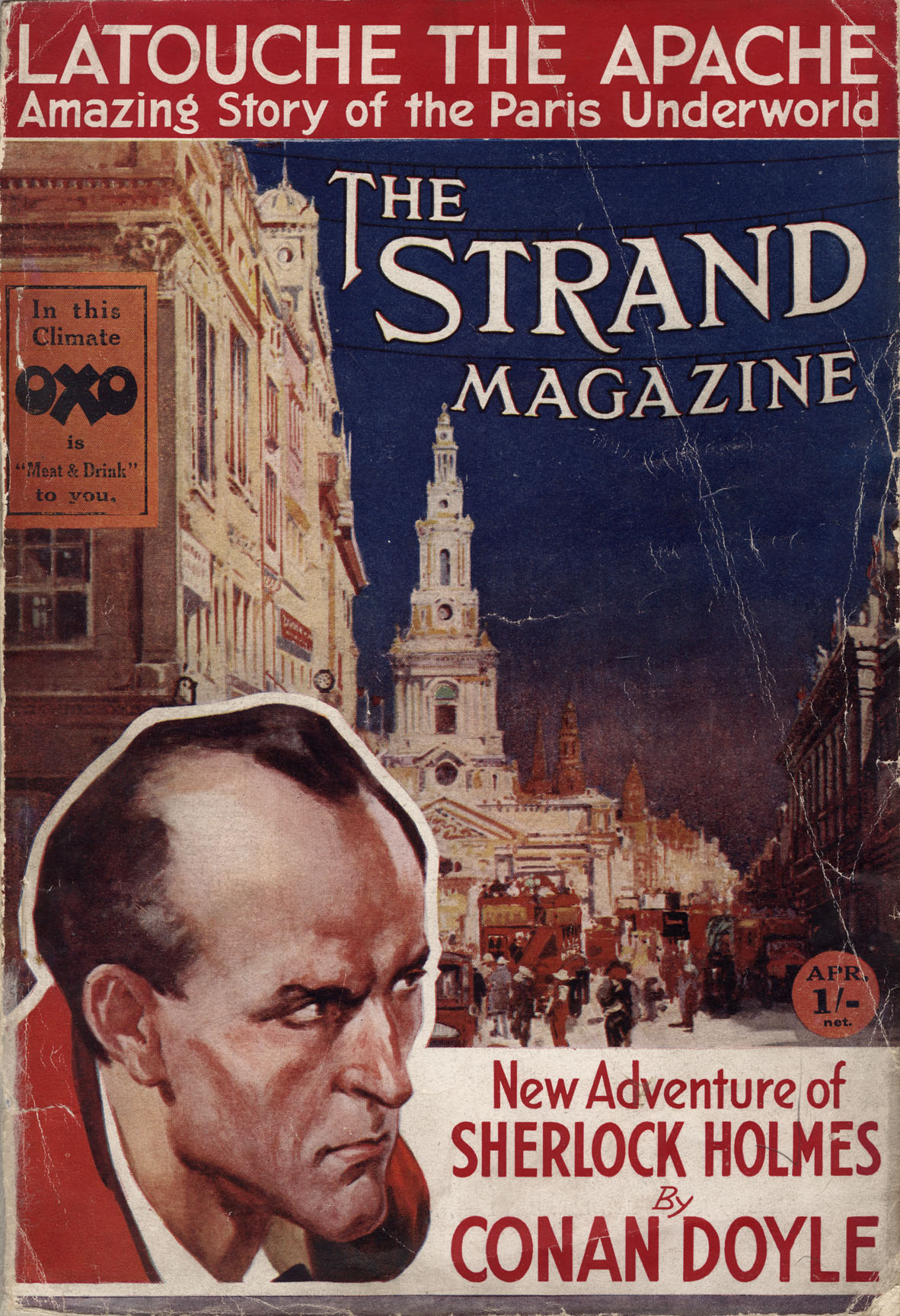

The Strand Magazine va ser una revista mensual composta per històries ficticies i per articles objectius fundada per George Newnes. Es va publicar des del gener del 1891 fins al març del 1950, arribant a un total 711 números, encara que el primer número es va posar a la venda una mica abans de Nadal de 1890. Prova de la seva popularitat immediata són les vendes inicials de 300.000 exemplars. Les vendes van augmentar durant els primers mesos, fins que van quedar estabilitzades pels volts dels 500.000 exemplars mensuals que es van mantenir bé fins al la dècada de 1930. Des del seu inici fins al 1930 va ser editada per Herbert Greenhough Smith.

## Història de la publicació
The Strand Magazine va ser fundada per George Newnes el 1890, i la seva primera edició va ser amb data de gener de 1891. Les oficines originals de la revista es trobaven a Burleigh Street, al costat de Strand (Londres). El primer director de la revista va ser Herbert Greenhough Smith, que va romandre en el càrrec fins al 1930. La revista va publicar articles sobre fets reals a més de contes i sèries de ficció. Estava dirigit a un mercat massiu de lectors. El preu inicial d'un número era de sis penics, aproximadament la meitat de la tarifa típica de títols comparables en aquell moment. Les vendes inicials van ser d'uns 300.000 exemplars, que aviat van augmentar a mig milió.
La revista també va publicar una edició dels Estats Units entre febrer de 1891 i febrer de 1916. En els seus primers anys, els continguts de l'edició estatunidenca eren idèntics als de l'edició britànica, encara que normalment amb un retard d'un mes. Amb el pas dels anys hi va haver algunes diferències en els continguts de les dues edicions, que reflectien la ficció per a la qual The Strand no tenia els drets dels EUA (com El retorn de Sherlock Holmes, que va ser encarregat per la revista Collier's) i la no ficció que no interessaria a la majoria dels lectors estatunidencs (com ara articles sobre personalitats a la Cambra dels Comuns). La tirada de l'edició estatunidenca va ser mínima a principis de la dècada del 1890, però es va informar de 150.000 exemplars el 1898. Aquesta edició es va suspendre el 1916 a causa de les dificultats logístiques derivades de la Primera Guerra Mundial. El director de l'edició dels EUA va ser J. Walter Smith.
El format de la revista va canviar al format de digest, més petit, l'octubre de 1941. The Strand Magazine va deixar de publicar-se el març de 1950, forçat a sortir del mercat per la disminució de la seva tirada i l'augment dels costos. El seu darrer director va ser Macdonald Hastings, corresponsal de guerra distingit i posteriorment reporter de televisió i col·laborador del còmic Eagle. El 1961 la revista va ser revifada breument com a The New Strand sota la direcció de Noni Jabavu.
Normalment s'enquadernava en volums semestrals, de gener a juny i de juliol a desembre, però a partir de mitjans de la dècada del 1930 això va canviar, i els volums finals a finals de la dècada del 1940 van anar d'octubre a març i d'abril a setembre, i el volum final CXVIII (118) des de l'octubre de 1949 fins al març de 1950.
La revista va ser recuperada el 1998 als EUA, quan es va tornar a publicar com a revista trimestral, ara amb seu a Birmingham (Michigan). Ha publicat ficció de molts escriptors coneguts com John Mortimer, Ray Bradbury, Alexander McCall Smith, Ruth Rendell, Colin Dexter, Edward D. Hoch, James Grippando i Tennessee Williams. La revista inclou històries d'escriptors emergents sobre crims i misteri, a més d'històries d'escriptors ja establerts.

## Ficció
Els contes de Sherlock Holmes d'Arthur Conan Doyle es van publicar per primera vegada a The Strand al Regne Unit. Algunes de les històries van ser publicades prèviament o simultània en revistes estatunidenques, mentre que algunes altres es van publicar per primera vegada als Estats Units a l'edició estatunidenca de The Strand Magazine un mes després d'haver estat publicades a l'edició britànica. Trenta-vuit de les històries de Sherlock Holmes, entre les quals El gos dels Baskerville, van ser il·lustrades per Sidney Paget a The Strand, i aquelles il·lustracions van ajudar a formar la imatge popular de Holmes. Amb la serialització de El gos dels Baskerville de Doyle, les vendes van arribar al seu punt àlgid. Els lectors feien cua davant de les oficines de la revista, esperant rebre el següent lliurament. Doyle també va escriure altres històries que es van publicar a The Strand Magazine.
Una sèrie de contes d'Agatha Christie es van publicar per primera vegada a The Strand al Regne Unit, com ara les històries d'Hercule Poirot, recopilades després a The Labors of Hercules (Els treballs d'Hercules Poirot). Molts contes de P. G. Wodehouse, incloent la majoria dels contes del seu personatge Jeeves, es van publicar per primera vegada a The Strand al Regne Unit (alguns es van publicar abans o el mateix mes a revistes estatunidenques).
Altres col·laboradors van ser E. W. Hornung, Graham Greene, Rudyard Kipling, W. Somerset Maugham, Edith Nesbit, Dorothy L. Sayers, Georges Simenon, Lev Tolstoi i H.G. Wells, així com Grant Allen, Margery Allingham, J. E. Preston Muddock, E. C. Bentley, Mary Angela Dickens, C. B. Fry, Walter Goodman, W. W. Jacobs, Arthur Morrison, Edgar Wallace, Max Beerbohm i Dornford Yates.

## Jocs d'enginy i no ficció
A més de les històries ficticies i les il·lustracions, The Strand Magazine també va ser conegut durant un temps pels seus innovadors jocs d'enginy, situats a la columna «Perplexities», escrita per primera vegada per Henry Dudeney, que va introduir molts conceptes nous al món dels jocs d'enginy de revista, com ara uns encreuats amb nombres en comptes de lletres. Va dirigir la secció «Perplexities» des del 1910 fins que va morir l'any 1930. Després, G. H. Savage va passar a dirigir la columna. Més tard se li va unir W. T. Williams, que va ser qui, l'any 1935, va inventar-se els encreuats numèrics més coneguts actualment. El joc d'enginy és conegut amb diversos noms; l'original és The Little Pigley Farm, tot i que també s'ha conegut com Dog's Mead, Little Pigley, Little Piggly Farm, Little Pigsby, Pilgrims' Plot i Dog Days.
La revista va publicar alguns articles de Winston Churchill. Una vegada va aparèixer un dibuix que havia fet la reina Victòria de la seva primera filla, amb el seu permís.